# Bor, Ryssland
För andra betydelser, se Bor (olika betydelser).
Bor (ryska Бор) är en stad i Nizjnij Novgorod oblast i Ryssland. Folkmängden uppgår till cirka 78 000 invånare.

## Kända personer från Bor
- Vjatjeslav Zudov (1942–), kosmonaut